# Friderich Ehrenfried Amthor
Friderich Ehrenfried Amthor (født 1683, død 27. april 1741) var en dansk officer og general.
Amthor har rimeligvis deltaget i kampene i den Store Nordiske Krig, da han allerede 1716 nævnes som chef for Drabantgarden. Ved det nationale rytteris genoprettelse blev han 1717 chef for jyske og fynske Dragonregiment og 1727 oberst og chef for Livregimentet til hest. Året efter blev han generalmajor af rytteriet og 1733 kommanderende general over rytteriet i Hertugdømmerne. Han fulgte de danske hjælpetropper, som 1734 under general Bernhard Joachim von Mørner sendtes i kejserlig tjeneste i den Polske Arvefølgekrig. Tropperne kaldtes tilbage til Danmark i slutningen af 1735 uden at have været i kamp. Samme år blev Amthor udnævnt til generalløjtnant. Han blev udnævnt til kommandant i Rendsborg 7. oktober 1740, men døde allerede 27. april 1741. Han blev Ridder af Dannebrog 1733. Han var gift med Mariane Josephine Lathem, der døde 15. oktober 1766, en datter af kejserlig generalkrigskommissær Lathem fra Braband.